# Ixtepec, Veracruz
Ixtepec är en ort i Mexiko.   Den ligger i kommunen Texistepec och delstaten Veracruz, i den sydöstra delen av landet, 500 km öster om huvudstaden Mexico City. Ixtepec ligger 15 meter över havet och antalet invånare är 195.
Terrängen runt Ixtepec är platt. Runt Ixtepec är det ganska glesbefolkat, med 29 invånare per kvadratkilometer. Närmaste större samhälle är Hidalgotitlán, 11,6 km nordost om Ixtepec. Trakten runt Ixtepec består till största delen av jordbruksmark.